# 묘호인
묘호인(일본어: 妙法院 みょうほういん[*])은 교토시 히가시야마구 묘호인마에카와초에 있는 천태종의 사원이다. 산호는 난에잔(南叡山), 본존은 보현보살이고, 개산은 사이초가 했다고 전해진다. 황족ㆍ귀족의 자제들이 대대로 주지를 맡는 별격을 사찰을 가리켜 "몬제키(門跡)"라 칭하지만, 묘호인은 쇼렌인, 산젠인 (카지이 몬제키)과 함께 "천태삼몬제키(天台三門跡)"라 칭해져 온 명문 사찰이다. 또한, 고시라카와 법황이나 도요토미 히데요시의 연고가 있는 사찰로도 알려져 있다. 근세에는 호코지(교토의 대불)나 렌게오인 (삼십삼간당)을 관리하에 두고, 삼십삼간당은 근대 이후에도 묘호인 소관의 불당이 되었다.